# Список автономістських і незалежницьких рухів
|  | Службовий список статей, створений для координації робіт з розвитку теми. Це попередження не встановлюється на інформаційні списки і глосарії. |

Це список діючих на 2007 рік автономістських і сепаратистських рухів у світі.
Політичні рухи відповідають двом критеріям — 1) вони діючі і мають активних членів; 2) вони прагнуть більшої автономії для певного регіону або його унезалежнення, як протест проти автономії.

## Африка

### Алжир
- Кабіли
  - Назва держави: Кабілія
  -  Політична партія: Рух за автономію Кабілії (фр. Mouvement pour l'autonomie de la Kabylie)

### Ангола
- Кабінда
  - Уряд в екзилі: Фронт звільнення анклаву Кабінда (FLEC)
  - Політична партія: Фронт звільнення анклаву Кабінда (FLEC)
  - Повстанська організація : Збройні сили Кабінди (FAC)
  - Назва держави: Федеративна Республіка Кабінда

### Бенін
- Йоруба

### Камерун
- Півострів Бакасі
  - Назва держави: Демократична Республіка Бакасі
- Південний Камерун
  - Назва держави: Федеральна Республіка Південного Камеруну, Амбазонія
  - Політична партія: Національна рада Південного Камеруну

### Коморські Острови
- Анжуан
  - Політична партія: Анжуйський народний рух, Мавана
- Мохелі
  - Назва держави: Демократична республіка Мохелі

### Демократична Республіка Конго
- Центральне Конго
  - Ініціативна група: Bundu dia Kongo
  - Назва держави: Королівство Конго
- Південне Касаї
  - Автономний регіон: Гірничий штат
- Катанга
  -  Політичні партії : Конфедерація асоціацій племен Катанги, Союз незалежних федералістів і республіканців
- Квілі, Ківу
  - Назва держави: Республіка Букаву

### Кот-д'Івуар
- Північний регіон

### Екваторіальна Гвінея
- Біоко
  - Політична партія: Рух за самовизначення острова Біоко

### Ефіопія
- Гамбела
  - Повстанська організація: Народний фронт визволення Гамбелла
- Огаден
  - Назва держави: Республіка Огаденія
  - Політична партія: Фронт національного визволення Огаден
  - Ініціативна група: Молодіжна асоціація Огаден
- Оромо
  - Повстанська організація: Рух за незалежність Оромо
  - Повстанська організація: Фронт визволення Оромо
  - Повстанська організація: Ісламський фронт звільнення Оромії
- Сомалі
  - Повстанська організація: Фронт визволення Західного Сомалі

### Франція(Африка)
- Майотта

### Маврикій
- Родригес

### Намібія
- Капріві
  - Політична партія: Африканський національний союз Капріві
  - Назва держави: Вільний держава Капріві Стріп/Ітенге

### Нігер
- Тенере
  - Повстанська організація: Революційні збройні сили Сахари
  - Політична партія: Taniminnak Tidot N Tenere, Tidot Union of Tenere.
  - Назва держави: Акал Н Тенере, Республіка Тенере

### Нігерія
- Півострів Бакасі
  - Назва держави: Демократична Республіка Бакасі
- Ігбо
  - Назва держави: Біафра (неіснуючий)
  - Політична партія: Рух за актуалізацію суверенної держави Біафра
- Іджо
  - Повстанська організація: Рух за визволення дельти річки Нігер
  - Назва держави: Республіка дельти Нігеру
- Огоні
  - Політична партія: Рух за виживання народу Огоні
- Йоруба
  - Політична партія: Республіканський фронт Удуа
  - Назва держави: Республіка Йоруба Одудува

### Руанда
- Батва
  - Політична партія: Асоціація сприяння Батва

### Сомалі
- Південно-Західне Сомалі
  - Повстанська організація: Армія опору Раханвейна
  - Автономний регіон: Держава Південно-Західне Сомалі
- Хіранленд
  - Автономний регіон: Держави Центрального Сомалі
- Джубаленд
  - Повстанська організація: Патріотичний рух Сомалі
  - Назва держави: Республіка Джубаленд
- Пунтленд
  - Політична партія: Демократичний фронт порятунку Сомалі
  - Держава де-факто: Республіка Пунтленд
- Сомаліленд
  - Політична партія: Національний рух Сомалі
  - Держава де-факто: Республіка Сомаліленд

### Сенегал
- Касаманка
  - Повстанська організація: Рух Демократичних Сил Казамансу

### Південна Африка
- Африканери
  - Політична партія: Фронт Свободи
  - Повстанська організація: Африканерський рух опору
  - Ініціативна група: Рух Оранія
  - Назва держави: Volkstaat
- Бопутатсвана

### Судан
- Беджа
  - Повстанська організація: Конгрес Беджа (англ. Beja Congress)
- Дарфур
  - Повстанська організація: Суданська визвольна армія (араб. حركة تحرير السودان)
- Східний Судан
  - Повстанська організація: Східний фронт (англ. Eastern Front)
- Суданська (Південна) Нубія
  - Назва держави: Нубія
  - Підтримуючі групи: Нубійці (іредентистські настрої як в Єгипті)

### Танзанія
- Занзібар
  - Політична партія: Громадянський об'єднаний фронт

### Західна Сахара
- Сахраві
  -  Уряд в екзилі: Сахарська Арабська Демократична Республіка (див. зовнішні відносини Західної Сахари)
  - Політична партія: Полісаріо

### Замбія
- Бароце
  - Назва держави: Бароцеленд
  - Повстанська організація: Патріотичний фронт Бароце

### Зімбабве
- Матабелеленд і Мідлендс

## Азія

### Афганістан
- Бадахшан (Ваханський коридор)
  - Політична партія: Лалі Бадахшон
  - Автономний регіон: Об'єднана Бадахшанська Народна Республіка

### Азербайджан
- Нагірний Карабах
  - Держава де-факто: Нагірно-Карабаська Республіка
- Талиші
  - Автономний регіон: Талиш-Муганська Автономна Республіка
- Лезгини
  - Ініціативна група: Садвал

### В'єтнам
- Хмонг
- Дегар (Дивіться також: Монтаньяри)
  - Автономний регіон: Середньогір'я
  - Ініціативна група: Фонд Монтаньяра

### Грузія
- Абхазія (член Організації непредставлених націй та народів)
  - Держава де-факто: Республіка Абхазія
- Вірмени в регіоні Самцхе-Джавахетія
  - Ініціативна група: Джавах, Об’єднаний Джавах-Демократичний Альянс, Вирк
  - Автономний регіон: Джавахська автономна область
- Південна Осетія
  - Держава де-факто: Республіка Південна Осетія

### Китай

#### Сепаратистські рухи
- Маньчжурія
- Внутрішня Монголія
  - Політична партія: Народна Партія Внутрішньої Монголії, Південно-монгольська Федерація Свободи
- Республіка Китай (Тайвань) (Основна стаття: Незалежність Тайваню, Політичний статус Тайваню) (член Організації непредставлених націй та народів)
  - Політична партія: Пан-зелена коаліція (Демократична прогресивна партія, Тайванський союз солідарності, Партія незалежності Тайваню)
  - Історія: після Громадянської війни в  Китаї праві націоналісти Гоміндану покинули материковий Китай та перебрались до Тайваню. До 1974 року Республіка Китай була членом Ради Безпеки ООН.
  - Бажані території: єдиний Китай.
- Китайська Народна Республіка
  - Політична партія: Комуністична Партія Китаю.
  - Історія: після Громадянської війни в Китаї комуністи КПК отримали контроль над материковим Китаєм. З 1971 року являється членом Ради безпеки ООН.
  - Бажані території: єдиний Китай.
- Тибет (член Організації непредставлених націй та народів)
  -  Уряд в екзилі: Уряд Тибету в екзилі
  - Політична партія: Міжнародний рух за незалежність Тибету, Національно-демократична партія Тибету, Об'єднаний фронт визволення Тибету
- Східний Туркестан / Уйгурістан / Сінцзян (член Організації непредставлених націй та народів)
  - Повстанська організація: Ісламський рух Східного туркестану
  - Політична партія: Уряд Східного Туркестану в екзилі (сформований недавно, визнаний невеликою кількістю держав)
  - Назва держави: Республіка Східного Туркестану
- Чубстан
- Басурія
- Джіньландія
- Юйєнція
- Цінстан
- Юландія
- Юванія
- Луландія
- Цечжурія
- Цзянхуайрія
- Шанхай
- Кантонія

#### Автономістські рухи
- Макао
  - Політична партія: Асоціація нового Макао

### Кіпр
- Північний Кіпр
  - Держава де-факто: Турецька Республіка Північного Кіпру

### Індія
- Андхра-Прадеш
  - Політична партія: Джай Андра
- Аруначал-Прадеш
  - Повстанська організація: Сила Дракона Аруначала
  - Автономний регіон: Країна Теола
- Ассам
  - Повстанська організація: Об’єднаний фронт визволення Ассаму, Об’єднана народна демократична солідарність, Організація визволення Коча-Раджбонгші, Об’єднані мусульманські тигри визволення Ассаму
- Бодоленд
  - Політична партія: Національний демократичний фронт Бодоленду, Сила тигрів звільнення Бодо
- Дімаленд
  - Політична партія: Діма Халім Даога
- Гаро
  - Повстанська організація: Народний фронт визволення Мегхалаї, Національна рада волонтерів Ачік
  - Автономний регіон: Ачікленд
- Гоа
- Гондвана
  - Політична партія: Партія Гондвана Ганатантра, яка прагне створити державу Гонді з частин Мадх'я-Прадеш, Чхаттісгарха та Махараштри.
- Канглейпак
  - Повстанська організація: Народно-революційна партія Канглейпака
- Камтапур
  - Політична партія: Народна партія Камтапура (політичне крило KLO)
  - Повстанська організація: Організація визволення Камтапура, Організація визволення Коча-Раджбонгші
- Карбі
  - Повстанська організація: Національні волонтери Карбі
  - Автономний регіон: Карбі Англонг
- Хасі
  - Повстанська організація: Рада національного визволення Гіннівтрепа
- Кукі
  - Повстанська організація: Національна армія Кукі
- Ладакх, окупований Індією Кашмір
- Нагаленд
  - Повстанська організація: Націонал-соціалістична рада Нагаліма
  - Уряд в екзилі: Уряд Народної Республіки Нагаленд
  - Назва держави: Нагалім, або Народна Республіка Нагаленд
- Маніпур
  - Повстанська організація: Хмарський народний з’їзд–демократ, Народний фронт визволення Маніпуру, Об’єднаний національний фронт визволення, Революційний народний фронт Маніпуру
- Мізорам
  - Повстанська організація: Революційна організація Зомі, Сили визволення фермерів Мізорам
  - Назва держави: Зозам
- Пенджаб
  - Назва держави: Халістан
  - Повстанська організація: Khalistan Commando Force, Babbar Khalsa International, Сила Халістан Зіндабад, Міжнародна сикхська молодіжна федерація, Визвольні сили Халістану
- Рабха
  - Автономний регіон: Рабаланд
  - Повстанська організація: Національні сили безпеки Рабха
- Райаласеема
- Рінг
  - Повстанська організація: Фронт національного визволення Бру
- Сіккім
- Тамілнад
  - Повстанська організація: Тамілські національні війська повернення, Визвольна армія Тамілнаду
- Телангана
  - Політична партія: Телангана Раштра Саміті, прагнучи відокремити Телангану від штату Андхра-Прадеш. Різноманітні інші незначні групи, такі як Партія Джай Телангана, Комуністична партія Телангана, Партія Телангана Джаната, Телангана Праджа Самітхі, Партія Телангана Раштра, Телангана Раштра Садхана Фронт, Телангана Раштра Самітхі та Телангана Садхана Самітхі.
- Трипура (спірна територія)
  - Повстанська організація: Фронт національного визволення Тріпури (дві діючі фракції), All Tripura Tiger Force
- Відарбха
  - Політична партія: Партія Відарбха Раджа, Партія Відарбха Вікас, які прагнуть відокремити Відарбху від Махараштри.

### Індонезія
- Ачех (член Організації непредставлених націй та народів)
  - Політична партія: Вільний рух Ачех
- Малуку (член Організації непредставлених націй та народів)
  -  Уряд в екзилі: Республіка Малуку Селатан
- Ріау
- Західне Папуа (член Організації непредставлених націй та народів)
  - Політична партія: Вільний рух Папуа/Organisasi Papua Merdeka, Західне Папуа Ніугіні
  - Назва держави: Республіка Західне Папуа
- Сулавесі

### Лаос
- Хмонг

### Малайзія
- Сабах
  - Політична партія: Об'єднана національна організація Кадазан, United Pasok Momogun Kadazan Organisation
- Саравак
  - Політична партія: Саравакська об'єднана народна партія

### М'янма
- Аракан
  - Ініціативна група: Альянс незалежності Аракана
- Чин
  - Повстанська організація: Чинський національний фронт
  - Назва держави: Чинленд
- Качин
  - Політична партія: Качинська національна організація
  - Назва держави: Качинленд
- Карен
  - Ініціативна група: Каренський національний союз
  - Повстанська організація: Національна визвольна армія Карена
  - Назва держави: Республіка Каутулі
- Кая
  - Ініціативна група: Національна прогресивна партія Каренні
  - Повстанська організація: Каренська армія
  -  Уряд в екзилі: Каренні Тимчасовий уряд
  - Назва держави: Сполучені Каренські Незалежні Штати
- Кукі
  - Ініціативна група: Національна організація Кукі
  - Повстанська організація: Національна армія Кукі
  - Назва держави: Кукіленд
- Мон
  - Політична партія: Нова державна партія Мон
- Нагаленд
  - Повстанська організація: Націонал-соціалістична рада Нагаленду
  -  Уряд в екзилі: Уряд Народної Республіки Нагаленд
  - Назва держави: Нагалім, або Народна Республіка Нагаленд
- Рахмаланд (Рохінджа)
  - Ініціативна група: Національна організація рохінджа Аракан
- Шан
  - Політична партія: Шаньський демократичний союз
  - Ініціативна група: Рада відновлення держави Шан
  - Повстанська організація: Армія держави Шан
  - Назва держави: Федеративна Держава Шан
- Ва
  - Політична партія: Партія Об’єднаної Держави Ва
  - Повстанська організація: Об'єднана державна армія Ва
  - Назва держави:Держава Ва
- Зомі
  - Політична партія: Національний конгрес Зомі, Організація возз'єднання Зомі
  - Повстанська організація: Національний фронт/Армія Зомі, Революційна армія Зомі
  - Назва держави: Зогам, або Федеративна держава Зомі

### Пакистан
- Сінд
- Балаваристан
- Пуштуністан
- Вазиристан
  - Політична партія: Талібан, Аль-Каїда
  - Повстанська організація: Армія Вазірістану
  - Назва держави: Ісламська держава Вазірістан

### Російська Федерація
- Бурятія
  - Політична партія: Всебурятська асоціація розвитку культури
- Східний Сибір
  - Назва держави: Сполучені штати Північної Азії
- Далекосхідна республіка
  - Назва держави: Далекосхідна республіка
- Республіка Саха
  - Політична партія: Сакха-Амук
- Тува
  - Політична партія: Народна партія суверенної туви, Народний фронт "Вільна Тува"

Чукотка
- Етнічна група: чукчі
- Пропонована держава:  Чукотська Республіка
- Адвокаційна група: Чукотський рух національного відродження
- Політична партія: Чукотська національно-республіканська партія
- Бойова організація: Чукотський фронт

Корякія
- Етнічна група: коряки
- Пропонований штат: Корякія
- Пропагандистські групи: Народовластие, Чав, Тшсаном
- Рух: Корякський республіканський рух
- Організація: Асоціація народів Північної Камчатки, Асоціація народів Півночі Асоціація корінних народів Корякського автономного округу

### Сирія
- Сирійський Курдистан або Рожава
  - Держава де-факто: Рожава
  - Повстанська організація: Курдський верховний комітет

### Таджикистан
- Горно-Бадахшанська автономна область
  - Політична партія: Лалі Бадахшан

### Таїланд
- Хмонг
- Паттані
  - Повстанська організація: Об'єднана визвольна організація Паттані (PULO) (іредентистські)
  - Назва держави: «Штат Великий Патані» (Negara Patani Raya)

### Туреччина
- Курди
  - Повстанська організація: Курдська Робітнича Парітя
  - Назва держави: Курдистан
- Зазакі
  - Повстанська організація: TIKO
  - Назва держави: Зазаістан

### Узбекистан
- Каракалпакстан

### Філіппіни
- Бангсаморо
  - Політична партія: Фронт національного визволення Моро
  - Повстанська організація: Фронт ісламського визволення Моро
  - Повстанська організація: Абу Саяф
  - Назва держави: Федеративна Республіка Мінданао (схоже, MILF готова прийняти автономію)
- Кордильєри (член Організації непредставлених націй та народів)
  - Політична партія: Cordillera Bodong Association
  - Повстанська організація: Кордильєрська народно-визвольна армія

### Шрі Ланка
- Таміли
  - Держава де-факто: Таміл-Ілам
  - Повстанська організація: Тигри визволення Таміл-Іламу
  - Політична партія: Тамільський національний альянс

### Японія
- Айни
- Хоккайдо (Республіка Едзо)
- Рюкюсці, острови Рюкю
  - Назва держави: Республіка Рюкю
  - Політична партія: Рух за незалежність Рюкю, Партія незалежності Рюкю

## Близький Схід

### Бахрейн
- Острови Хавар

### Іран
- Іранський Курдистан
  - Політична партія: Демократична партія Курдистану Ірану (KDPI)
  - Політична партія: Партія незалежності Курдистану (PSK)
  - Повстанська організація: Партія за вільне життя в Курдистані (PJAK)
  - Назва держави: Курдистан
- Белуджистан
- Арабістан

### Ірак
- ассирійці (Ассирія Це учасник Організації непредставлених націй та народів)
  - Політична партія: Ассирійський Всесвітній Альянс (АВА)
  - Автономний регіон: Ассирія
- Курди (Іракський Курдистан учасник Організації непредставлених націй та народів)
  - Політична партія: Демократична партія Курдистану та Патріотичний союз Курдистану
  - Назва держави: Курдистан
- Шиїти Іраку
  - Політична партія Об'єднаний Іракський Альянс (ОІА) (мета: встановлення федерації в Іраці, але це не підтримується усіми партіями).
- Туркомани або іракські туркмени
  - Політична партія: Іракський Фронт Туркменів (ІФТ) (мета: визнання туркоманів окремою меншиною).

### Ізраїль
- Палестина (Головна стаття: Палестинська держава)
  - Повстанська організація: Організація визволення Палестини, Хамас, Палестинський ісламський джихад, Tanzim
  - Політична партія: Демократичний фронт визволення Палестини, ФАТХ, Фронт визволення Палестини, Організація визволення Палестини, Палестинська національна адміністрація, Народний фронт визволення Палестини (ці політичні партії можуть мати бойові загони чи навіть армії)

### Ліван
- Гірський Ліван

### Сирія
- Сирійський Курдистан
  - Політична партія: Партія «Демократичний союз» (Сирія)
  - Повстанська організація: Курдський верховний комітет
  - Назва держави: Курдистан

## Європа

### Албанія
- Північний Епір (Грецька меншина в Албанії це член Організація непредставлених націй та народів)
- Ілірія
  - Автономний регіон: Ілірійська республіка

### Бельгія
- Фландрія (інколи включаючи Брюссель)
  - Політична партія: Vlaams Belang (колишній Фламандський блок), Новий фламандський альянс, Християнсько-демократична та фламандська (CD&V, конфедералістична партія), Дух, VLOTT, Список Дедекера; також дивись Рух за незалежність Фландрії
- Назва держави: Фландрійська Республіка (враховуючи Брюссель).
- Валлонія
  - Політична партія: Rassemblement Wallonie-France (Возʼєднання Валлонії-Франції) ()
  - Назва держави: Французька Республіка (Враховуючи Валлонію)
- Брюссель
  - Політична партія: Демократичний Фронт Франкофонів (Front Démocratique des Francophones) ()

### Боснія і Герцоговина
- Назва держави: Республіка Сербська
- Назва держави: Герцег-Босна

### Велика Британія(Європа)
- Корнуолл
  - Політична партія: Сини Кернова — Партія за Корнуолл, Партія зелених корніш
  - Культурно та конституційно: Відновлений Корнуоллський парламент, Корнуоллська солідарність, Тир Гвір Гверін, Корнуолл 2000
    - Автономний регіон Корноул, як один з Домашніх Націй (ймовірно князівства) Сполученого Королівства, а не частини Англії. Незалежність Корноулу також розглядається декими.
- Англія
  - Політична партія: Демократична Партія Англії
- Північна Ірландія
  - Політична партія: Шинн Фейн, Соціал-демократична і лейбористська партії, Республіканська Шинн Фейн, Ірландська республіканська соціалістична партія, Ольстерський третій шлях, Ольстерський рух за незалежність
  - Повстанська організація: Тимчасова Ірландська республіканська армія, Справжня ІРА, Ірландська національно-визвольна армія
- Острів Мен
  - Політична партія: Мек Ваннін
- Шотландія
  - Ініціативна група: Незалежність перш за все
  - Ініціативна група: Siol nan Gaidheal
  - Політична партія: Шотландська національна партія, Шотландська партія зелених, Шотландська соціалістична партія, Марго Макдональд незалежний MSP, Кемпбелл Мартін незалежний MSP, Шотландська партія підприємництва, Шотландська партія незалежності, Партія вільної Шотландії
  - Повстанська організація: Шотландська національно-визвольна армія
- Сіленд
  - Назва держави: Князівство Сіленду (не реальна держава, а мікронація)
- Уельс
  - Політична партія: Plaid Cymru, Вперед Уельс, Партія зелених Уельсу, Незалежний Уельс
  - Повстанська організація: Сини Гліндора

### Данія
- Фарерські острови
  - Політична партія: Республіканська партія, Народна партія, Партія центру, Партія «Самоврядування».
- Фрітаун Крістіанія
- Гренландія
  - Політична партія: Інуїт Атакатигііт

### Італія
- Валле д'Аоста
  - Політична партія: Вальдотенський союз
- Фріулі-Венеція-Джулія
  - Політична партія: Фріульський рух, Фуарсе Фріуль (див. Фріулі)
  - Політична партія: Рух за незалежність фронту Джуліано (див. Венеція Джулія)
- Північна Італія
  - Політична партія: Північна ліга
  - Назва держави: Паданія
- Сардинія
  - Політична партія: Сардинська нація, Про сардинську партію, Сардинська партія дії, Незалежність Республіки Сардинія
- Сицилія
  - Політична партія: Сицилійський національний фронт, Рух за незалежність Сицилії
- Південний Тіроль
  - Політична партія: Союз для Південного Тіролю, Рух Політичних Ладинів
- Південна Італія
  - Політична партія: Південна Ліга, Дві Сицилії
  - Назва держави: Авсонія
- Венето
  - Політична партія: Безтурботна Республіка, Політичний ладінський рух, Ліга Венета

### Іспанія
- Андалусія (Основна стаття: Андалузький націоналізм)
  - Політична партія: Андалузька партія, Андалузька соціалістична партія, Андалузький лівий блок, Андалузька нація, Національна асамблея Андалусії, Комуністична партія андалузького народу
  - Назва держави: Андалусія
- Арагон
  - Політична партія: Арагон — Арагонська держава
- Астурія (Основна стаття: Астурійський націоналізм'')
  - Політична партія: Andecha Astur, Астурійські ліві, Лівий астуріанець
  - Молодіжний рух: Позаду
  - Назва держави: Астурія
- Країна Басків та  Наварра (Основна стаття: Баскський націоналізм)
  - Політична партія: Баскська націоналістична партія, Еуско Алькартасуна, Батасуна, Аралар
  - Повстанська організація: Euskadi Ta Askatasuna (ETA)
  - Назва держави: Euskal Herria (Країна Басків)
- Канарські острови
  - Політична партія: Канарський національний конгрес (MPAIAC party), Канарська націоналістична федерація, Канарська народна альтернатива, Єдність Народу
  - Молодіжний рух: Азаруг
  - Історичні партії та організації:: Рух за незалежність Канарських островів, MIC, Вільний Канарський рух, Канарська нація, Канарський автономістський рух, Рух за самовизначення та незалежність Канарських островів (MPAIAC), Вільні канарки, Збройні сили Гуанчі, Канарські збройні загони
  - Назва держави: Канарські острови
- Кантабрія
  - Політична партія: Національна рада Кантабру
- Кастилія
  - Політична партія: Кастильські ліві, Кастильский народний рух, Кастилська нація, Спільна земля
- Каталонія,  Валенсія and  Балеарські острови
  - Громадська організація: Sobirania і Progrés (Суверенітет і прогрес), Платформа «Право вирішувати».
  - Групи тиску: Каталонська акція, Вільна Каталонія, Увійдіть, Рух захисту Землі
  - Молодіжні групи тиску: Координатор молодіжних асамблей лівих незалежників, Молодь лівих республіканців Каталонії, Молети
  - Політичні партії (сепаратистська): Ліві республіканці Каталонії (у Каталонії та на Балеарських островах і називається Ліві республіканці Валенсії в країні Валенсія); Каталонська держава (в Каталонії); Валенсійський націоналістичний блок (в країні Валенсія).
  - Політичні партії (автономистська): Демократична конвергенція Каталонії, Демократичний союз Каталонії (в Каталонії); Соціалістична партія Майорка-Entesa Nacionalista, Розуміння лівої частини Менорки (на Балеарських островах)
  - Повстанська організація: Вільна земля (неіснуючий)
  - Назва держави: Каталонські країни
- Галісія
  - Політична партія: Bloque Nacionalista Galego (Галиський націоналістичний блок)(автономістська), NÓS-Unidade Popular (WE-Popular Unity)(незалежницька), Frente Popular Galego (Галиський Народний Фронт)(незалежницький), Partido Galeguista (Галиська партія), Terra Galega Galician Coalition (Центристська націоналістична партія)
  - Молодіжні групи тиску: Нова Галісія, AGIR, CAF
  - Повстанська організація: Партизанська Армія Галицького Народу Сейб (неіснуючий)
  - Назва держави: Галісія
  - Основна стаття: Галиський націоналізм
- Леон
  - Політична партія: Unión del Pueblo Leonés (UPL або Леонський народний союз), Conceyu Xoven (Молода рада)
  - Назва держави: Lyon Country — Леонська країна (Conceyu Xoven)
  - Автономний регіон: Автономне співтовариство Леон (UPL)

### Північна Македонія
- Ілліріда
  - Автономний регіон: Республіка Іллірида

### Молдова
- Гагауз Єрі
- Придністров'я
  - Держава де-факто: Придністровська Молдавська Республіка

### Чорногорія
- Санджак (босняки і мусульмани)
- Края (албанці)

### Нідерланди(Європа)
- Фризія
  - Політична партія: Фризська національна партія

### Німеччина
- Баварія
  - Політична партія: Баварська партія
- Східна Фризія
  - Політична партія: Die Friesen
- Лужиця
  - Політична партія: Лужицький альянс

### Норвегія
- Самі
  -  Автономний регіон: Лапландія

### Польща
- Сілезія
  - Політична партія: Рух Автономії Сілезії

### Португалія
- Азорські острови та Мадейра
  - Політична партія: Демократична партія Атлантики
  - Повстанська організація: FLAMA (практично мертвий) FLA (практично мертвий)
  - Назва держави: Федерація островів Атлантики

### Румунія
- Земля Секель
  - Proposed land division: Секлерська автономна область

### Російська Федерація(Європа)
- Чечня (Чеченська Республіка Ічкерія є членом Організації непредставлених націй і народів)
  - Повстанська організація: чеченські сепаратисти
  - Назва держави: Чеченська Республіка Ічкерія
- Дагестан
- Інгушетія
- Черкесія
- Калінінградська Область
- Карелія
- Марій Ел (член Організації непредставлених націй та народів)
  - Політична партія: Марій Ушем
- Південна Осетія
- Лапландія
  - Етнічна група: саами
  - Назва держави: Лапландія
- Татарстан (член Організації непредставлених націй та народів)
  - Політична партія: Всетатарський громадський центр
  - Назва держави: Татарстан, Ідель-Урал
- Урал
  - Політична партія: Уральський трансформаційний рух
- Вепсія
- Московія
- Заліська Русь
- Вадьяланд

### Сербія
- Косово (член Організації непредставлених націй та народів)
  - Політичні партії: Демократична ліга Косова, Альянс за майбутнє Косово, Демократична партія Косова, Національний рух за звільнення Косова, Народний рух за Косово
  - Повстанська організація: Армія звільнення Косова (неіснуюча, стала Корпусом захисту Косова)
- Прешево, Буяноваць та Ведмедя
  - Повстанська організація: UCPMB (неіснуючий)
  - Політична партія: Політична рада Прешево, Ведмедя та Буяноваця
- Санджак (босняки та мусульмани)
- Автономна провінція Воєводіна
  - Рух за автономію усієї провінції (запропонована автономія: Республіка Воєводіна)
    - Політичні партії: Ліга соціал-демократів Воєводини, Реформісти Воєводини, Коаліція Воєводини, Союз соціалістів Воєводини

  - Рух за автономію північної частини Воєводини, населеної угорцями (запропонована автономія: Угорська регіональна автономія)
    - Політичні партії: Альянс угорців Воєводини, Демократична громада угорців Воєводини, Демократична партія угорців Воєводини

### Україна
- Крим (Кримські татари (член Організації непредставлених націй та народів)

### Фінляндія
- Аландські острови
  - Політична партія: Майбутнє Аландських островів
  - Назва держави: Аландські острови

### Франція(Європа)
- Ельзас-Лотарингія

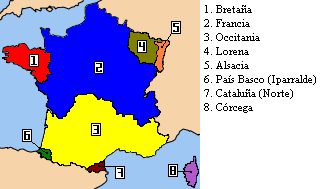
Some of the claimed nations

  - Політична партія: Націоналістичний форум Ельзасу-Лотарингії, Союз ельзаського народу
- Північна Країна Басків
  - Політична партія: Союз патріотів (AB), Батасуна, Еуско Алькартасуна (EA), Баскська націоналістична партія.
  - Ініціативна група: Усі місцеві політики, навіть члени «французьких» партій, погоджуються вимагати баскського департаменту та співофіційності баскської мови, вимогу, яку французький уряд відхилив.
  - Повстанська організація: Сіверяни (неіснуючий), ETA
  - Назва держави: Еускаді (Країна Басків)
- Бретань
  - Політична партія: Партія за організацію вільної Бретані, Бретонський демократичний союз, Емганн, Фронт визволення Бретані
  - Повстанська організація: Бретонська революційна армія
  - Назва держави: Бретань
- Корсика
  - Політична партія: Корсиканська нація, Партія корсиканської нації
  - Повстанська організація: Національний фронт визволення Корсики
- Ніцца
  - Політична партія: Ліга відновлення вольностей Ніцци
- Нормандія
  - Політична партія: Нормандський рух
- Північна Каталонія
  - Політична партія: Ліві республіканці Каталонії, Каталонський блок
  - Назва держави: Каталонські країни
- Савойя
  - Політична партія: Савойський регіональний рух
  - Політична партія: Савойська ліга
- Окситанія
  - Політична партія: Партія окситанської нації, Окситанська партія
- Прованс
  - Політична партія: Фронт національного визволення Провансу

### Хорватія
Активні рухи за регіональну автономію присутні в усіх частинах країни або за її межами, але особливо в:
- Рієка (Фіуме) (Віртуальна вільна держава Рієка)
- Істрія (Істрійська демократична асамблея)
- Охоплення сербських меншин у Кніні та навколо нього та з територіальними прагненнями до частин Північної Далмації, Ліки, Банії та Славонії (див. Уряд Республіки Сербської Країни у вигнанні) — активні сепаратисти, схоже, зосереджені серед біженців, які зараз проживають за межами Хорватії, і відображають територіальні бажання політичні групи/інститути в Сербії (див. Велика Сербія)

### Чехія
- Моравія
  - Політичні партії: Моравці

### Швеція
- Ємтланд
  - Автономний регіон: Республіка Ємтланд
- Самі
  - Автономний регіон: Сапмі (Лапландія)
- Сканія (Терра Сканія)

### Швейцарія
- Юра
  - Політична партія: Mouvement Indépendantiste Jurassien (Юрський незалежний рух), Mouvement Autonomiste Jurassien (Юрський автономістський рух), Група Овен (Рух молодіжних активістів),
- Романдія
  - Політична партія: Франкомовний рух (Франкомовний регіон)

## Північна Америка

### Канада

#### Сепаратистські рухи
- Альберта
  - Політична партія: Сепаратистська партія Альберти, Альбертський сепаратизм
- Британська Колумбія
  - Політична партія: Сепаратистський рух Британської Колумбії
- Квебек (провінція) (фр. Québec)
  - Громадські організації: Товариство Святого Івана Хрестителя, Національний рух квебечок і квебекців (MNQ), Мітинг за незалежність Квебеку (RIQ), Інтелектуали за суверенітет (IPSO), Покоління Квебек, Національно-визвольний рух Квебеку (MLNQ), Митці за суверенітет, Національне товариство Квебеку (SNQ)
  - Профспілки: Конфедерація національних профспілок (CSN), Центральні профспілки Квебеку (CSQ), Федерація праці Квебеку (FTQ) & Центр демократичних профспілок (CSD), Спілка художників (UDA)
  - Політичні партії: Квебекська партія (Parti Québécois), Квебекський блок (Bloc québécois), Солідарний Квебек (Québec solidaire)
  - Повстанська організація: Фронт визволення Квебеку (фр. Front de libération du Québec (FLQ))
- Саскачеван
  - Політична партія: Західна партія незалежності Саскачевану
- Західна Канада
  - Політична партія: Західна партія незалежності, Партія Західного блоку

#### Автономістські рухи
- Лабрадор
- Ньюфаундленд
- Нунаціавут
- Квебек (Québec)
  - Політична партія: Демократична дія Квебеку (Action démocratique du Québec)
  - Політична партія: Ліберальна партія Квебеку (Parti libéral du Québec)

### Мексика
- Майя Чіапасу
  - Сапатиська Армія Національного Визволення

### Нікарагуа
- Москітовий берег
  - Комунітарна нація Москитія

### США
- Аляска
  - Політична партія: Аляскська партія незалежності
- Вермонт
  - Назва держави: Грін-Маунтін Республіка Вермонт
  - Ініціативна група: Друга республіка Вермонт
- Гаваї
  - Рух тиску: Рух за суверенітет Гавайських островів
- Каліфорнія
  - Каліфорнійська сецесіоністська партія, Комітет з вивчення каліфорнійської сецесії
  - Назва держави: Республіка Каліфорнія
- Лакота
  - Назва держави: Республіка Лакота
- Мен
  - Назва держави: Республіка Мен
  - Ініціативна група: Вільний Мейн
- Мічиган — Верхній півострів Мічиган
  - Автономний регіон («штат»): Суперіор
- Республіка Нова Африка
  - Ініціативна група: RNA
  - Назва держави: Республіка Нова Африка
- Нова Англія
  - Ініціативна група: Альянс Конфедерації Нової Англії
- Нью-Гемпшир
  - Ініціативна група: republicofnh.org
  - Назва держави: Республіка Нью-Гемпшир
- Місто Нью-Йорк
  - Ініціативна група: Пітер Валлоне, вільне місто Три-Інсула
- Ньюфаундленд, північний схід Атлантичного океану, штати Середньої Атлантики, Онтаріо, канадські прерії, середній захід, північний захід США та північний захід тихоокеанського регіону (райони Північної Америки [за винятком півдня], населені переважно білими) — Вінленд
  - Ініціативна група: Різні білі націоналістичні, білі сепаратистські та неонацистські групи
  - Назва держави: Вінленд
- Орегон / Каліфорнія
  - Автономний регіон («штат»): Штат Джефферсон
- Тихоокеанський північний захід
  - Назва держави: Каскадія
  - Ініціативна група: Республіка Каскадія, проект незалежності Каскадії
- Південь
  - Ініціативна група: Ліга Півдня
  - Політична партія: Південна партія (неіснуюча)
  - Політична партія: Партія незалежності півдня
  - Назва держави: Конфедеративні Штати Америки

Дивись також: Неоконфедеративний рух
- Південний захід США
  - Ініціативна група: Голос Ацтлана, MEChA
  - Назва держави: Ацтлан (залежить від Мексики)
- Техас
  - Назва держави: Республіка Техас

## Центральна/Південна Америка і Кариби

### Антигуа і Барбуда
- Барабуда
  - Політична партія: Народний рух Барбуди

### Болівія
- Санта Круз

### Бразилія
- Південний регіон
  - Політична партія: Рух за незалежність пампасів
  - Назва держави: Федеративна Республіка Пампа або Гаучо Пампа
- Південь - моя країна, Бразилія (Південна Бразилія)
  - Політична партія: Рух за незалежність півдня Бразилії
- Північно-східний регіон
  - Політична партія: Дослідницька група незалежного північного сходу (неіснуючий )
- Штат Сан-Паулу
  - Політична партія: Незалежний рух Сан-Паулу ()

### Чилі
- Мапуче
  - Ініціативна група: Рада всіх земель (Consejo de Todas las Tierras)
- Острів Пасхи

### Еквадор
- Прибережний регіон

### Франція(Південна Америка і Кариби)
- Французька Гвіана
  - Політична партія: Визвольний рух Французької Гвіани, Фронт визволення Гвіани Там-Там
- Гваделупа
- Мартиніка

### Гаїті
- Північне Гаїті
  - Назва держави: Артібоніте

### Голландія(Кариби)
- Аруба
- Бонайре
- Кюрасао
- Карибські Нідерланди та Сінт-Мартен

### Сент-Вінсент і Гренадини
- Гренадини

### Сент-Кітс і Невіс
- Невіс
  - Політична партія: Рух небайдужих громадян, Партія Реформації Невіса

### Тринідад і Тобаго
- Тобаго

### Велика Британія(Кариби)
- Ангілья
- Бермуди
- Кайманові острови
- Монтсеррат
  - Політична партія: Новий народно-визвольний рух, Єдиний національний фронт
- Теркс і Кайкос

### США(Кариби)
- Пуерто-Рико
  - Політична партія: Пуерториканська партія незалежності (PIP)
  - Ініціативна група: Пуерториканська націоналістична партія, Університетська федерація за незалежність (FUPI), Спілка соціалістичної молоді (UJS), Рух за національну незалежність Гостозіано (MINH), Соціалістичний фронт (FS), Національний конгрес за деколонізацію (CONADE)
  - Повстанська організація: Народна армія Борікуа (Мачетерос), Збройні сили національного визволення (FALN)

### Венесуела(Південна Америка)
- Штат Сулія
  - Ініціативна група: Власний курс

## Австралія і Океанія

### Австралія
- Мурравари
- Острів Норфолк
- Австралійські аборигени (член Організації непредставлених націй та народів)
  - Ініціативна група: Наметове посольство аборигенів
- Західна Австралія (Основна стаття: Сецесіонізм у Західній Австралії)
- Князівство Хатт-Ривер (велика станція тваринництва в Західній Австралії)

### Вануату
- Еспіріту Санто
  - Назва держави: Вемерана
- Малекула
  - Назва держави: Н'Макіауті
- Північні острови
  - Назва держави: Федерація На Гріамель
- Танна
  - Політична партія: Рух Форкона, Альянс Капіель
  - Назва держави: Нація дрейфу

### Індонезія
- Ачех
- Малуку
  -  Уряд в екзилі: Республіка Південно-Молуккських островів
- Західне Папуа
  - Повстанська організація: Free Papua Movement/Organisasi Papua Merdeka, West Papua Niugini
  - Назва держави: Республіка Західне Папуа
- Західний Тимор

### Кірибаті
- Банаба

### Нова Зеландія
- Острови Кука
- Маорі
  - Ініціативна група: Визвольний рух Аотеароа
- Ніуе
- Токелау

### Папуа Нова Гвінея
- Бугенвіль (острів) (член Організації непредставлених націй та народів)
  - Політична партія: Бугенвільська революційна армія (нещодавно жорстокий), Бугенвільський рух за свободу

### Соломонові острови
- Малаїта

### США(Океанія)
- Гуам
- Гаваї: Рух за суверенітет Гавайських островів
  - Політична партія: Нація Гаваї та інші націоналістичні групи, які намагаються відновити суверенітет Королівства Гаваї. Королівство Гаваї було міжнародно визнано незалежною країною, поки в 1894 році на його місці не було визнано Республіку Гаваї.
- Північні Маріанські Острови

### Федеративні Штати Мікронезії
- Чуук

### Фіджі
- Ротума

### Франція(Океанія)
- Французька Полінезія
  - Політична партія: Tavini Huiraatira
- Нова Каледонія
  - Політична партія: Нація канаків